# شرکت ویلیام رید
شرکت ویلیام رید (انگلیسی: William Reed Ltd) یک شرکت بامسئولیت محدود دیجیتال با ارزش بالا برای داده‌ها و رویدادهای مرتبط با غذا و نوشیدنی و خدمات مربوط است و ۵ دفتر در شهرهای کراولی، لندن، مون‌پلیه، سنگاپور و شیکاگو دارد. مجلهٔ تخصصی رستوران متعلق به این شرکت است و توسط آن منتشر می‌شود.